# Ernst Müsebeck
Ernst Friedrich Christian Müsebeck (* 4. April 1870 in Conerow; † 17. November 1939 in Kassel) war ein deutscher Historiker und Archivar.

## Leben
Müsebeck entstammte einer vorpommerischen Bauernfamilie. Er ging auf das Realgymnasium in Wolgast und legte 1890 am König-Wilhelm-Gymnasium in Stettin sein Abitur ab. Er studierte sodann Geschichte und Germanistik in Greifswald, Halle (Saale) und Marburg. Ab 1894 schloss er eine Ausbildung an der Archivschule in Marburg an. Während seines Studiums wurde er Mitglied des Greifswalder, Hallenser und Marburger Wingolf. 1896 wurde er mit einer Dissertation „Die Feldzüge des Großen Kurfürsten in Pommern und Rügen 1675–77“ zum Dr. phil. promoviert. Ab 1898 war er beim Marburger Staatsarchiv beschäftigt.
Nach Stationen in Metz und erneut Marburg wurde er schließlich Mitarbeiter des Geheimen Staatsarchivs in Berlin-Dahlem, wo er 1918 zum Geheimen Staatsarchivar aufrückte.
Zum 15. Dezember 1920 wurde er Leiter der Archivabteilung des 1919 neugegründeten Reichsarchivs. Er weitete das zunächst militärgeschichtlich orientierte Archiv auf die Verwaltung der Archivarien sämtlicher Reichsbehörden aus. 1935 trat er in den Ruhestand.
Müsebeck verfasste eine Vielzahl von Schriften. Daneben war er zeitlebens im Altherrenverband der Wingolfsverbindungen aktiv und trug neben Robert Rodenhauser unter anderem durch zahlreiche Veröffentlichungen in den Wingolfsblättern zu einer Nationalisierung des Wingolfsbundes bei. 1919 wurde er auch Mitglied des Berliner und 1925 des Dorpater Wingolf.

## Schriften (Auswahl)
- Die Feldzüge des Großen Kurfürsten in Pommern: 1675–1677. Herrcke & Lebeling, Stettin 1897 (Marburg, Univ., Diss., 1897).
- Die Belehnung Wilsters mit dem Stadtrecht und dem lübischen Recht. In: Zeitschrift der Gesellschaft für Schleswig-Holsteinische Geschichte. Bd. 31 (1901), S. 217–223 (Digitalisat).
- Ernst Moritz Arndt und das kirchlich-religiöse Leben seiner Zeit. J.C.B. Mohr (Paul Siebeck), Tübingen 1905 (Digitalisat).
- Gustav Frenssen und das Suchen der Zeit: zwei Vorträge. Duncker, Berlin 1906.
- Carl Candidus: ein Lebensbild zur Geschichte des religiös-spekulativen Idealismus und des elsässischen Geistesleben vor 1870. Lehmann, München 1909.
- E. M. Arndt's Stellung zu den Reformen des studentischen Lebens (1815, 1841/43). Lehmann, München 1909.
- Paul Spieß: Ein Gedenkblatt für den Marburger Wingolf. Marburg & Hatzfeld 1911.
- Freiwillige Gaben und Opfer des preussischen Volkes in den Jahren 1813–1815. Hirzel, Leipzig 1913 (Mitteilungen der Preussischen Archivverwaltung; 23).
- Hrsg.: Gold gab ich für Eisen: Deutschlands Schmach und Erhebung in zeitgenössischen Dokumenten, Briefen, Tagebüchern aus den Jahren 1806–1815. Bong & Co., Berlin u. a. 1913.
- Ernst Moritz Arndt: ein Lebensbild. Perthes, Gotha
  - Bd. 1: Der junge Arndt: 1769–1815. 1914.
- Das Gewissen der deutschen Gegenwart: E. M. Arndt; ein Vortrag. Perthes, Gotha 1915 (Perthes' Schriften zum Weltkrieg; 2).
- Gedanken und Pläne über militärische Jugenderziehung während der preußischen Reformzeit. Sittenfeld, Berlin 1915.
- Die ursprünglichen Grundlagen des Liberalismus und Konservativismus in Deutschland. Berlin 1915.
- Das Wartburgfest im Jahre 1817 und die akademischen Reformbestrebungen der Gegenwart. Furche-Verlag, Berlin 1917 (Hefte zur Hochschule; 1).
- Das Preußische Kultusministerium vor hundert Jahren. Cotta, Stuttgart, Berlin 1918 (Digitalisat).
- Hrsg.: Ernst Moritz Arndt: Staat und Vaterland: Eine Auswahl aus seinen politischen Schriften. Drei-Masken-Verlag, München 1921 (Digitalisat).
- Der systematische Aufbau des Reichsarchivs. In: Preußische Jahrbücher. Bd. 191 (1923), Heft 3, S. 294–318.
- Schleiermacher in der Geschichte der Staatsidee und des Nationalbewußtseins. Hobbing, Berlin 1927.
- Der Wingolf in der geistesgeschichtlichen Entwicklung des deutschen Volkes. Wingolfsverlag, Wolfratshausen (b. München) 1932 (Schriften aus dem Wingolf; 4).
- Wandlungen des religiösen Bewusstseins in der deutschen akademischen Jugend während des Weltkrieges. Furche-Verlag, Berlin 1936.